# سینیوز
سینیوز (به فرانسوی: Seignosse) یک کمون در استان لاند ایالت آکیتین قرار دارد. سینیوز به دلیل مجاورت با اقیانوس اطلس و طبیعت جنگلی از نظر گردشگری مورد توجه است.

## جاذبه‌های توریستی

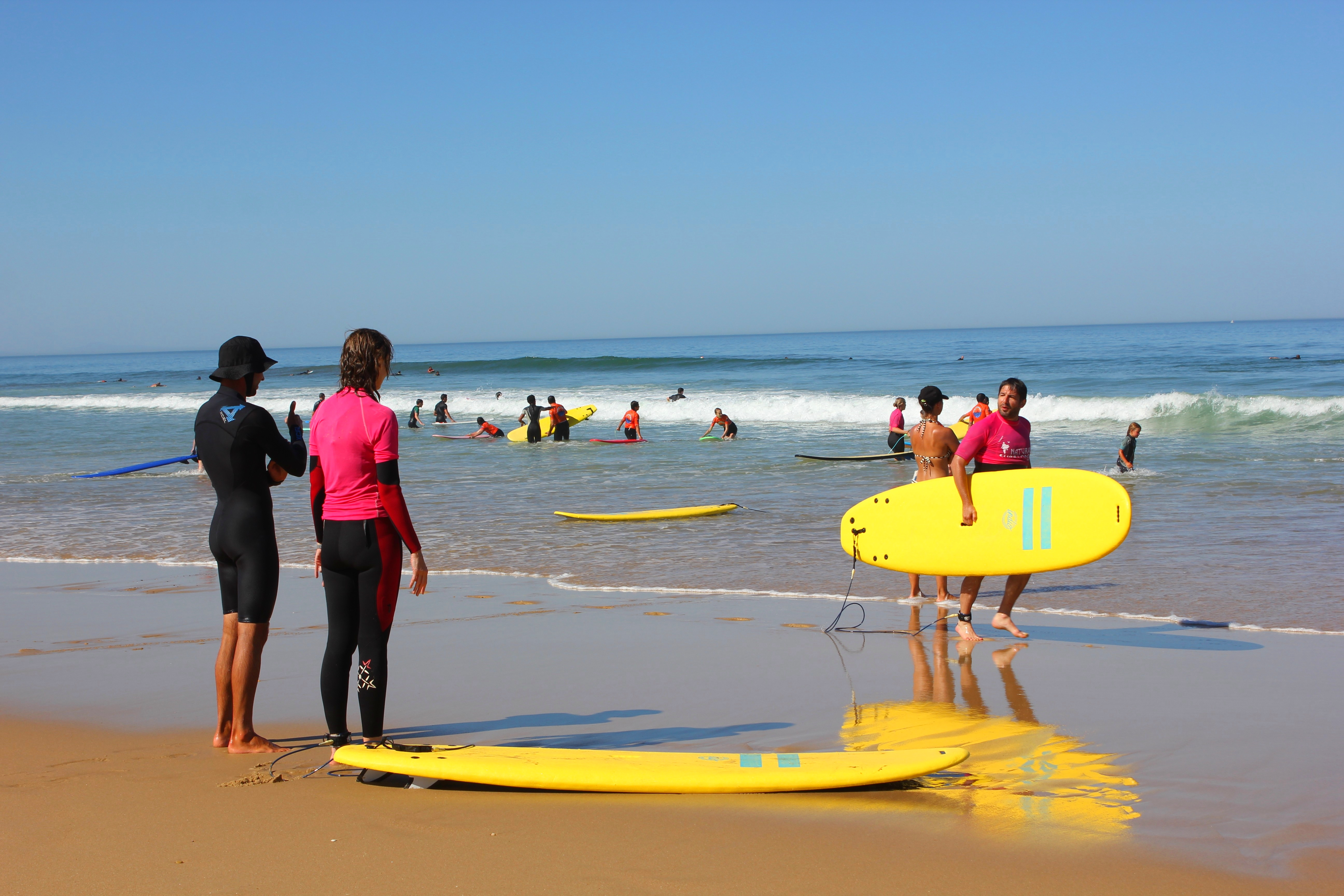
موج‌سواری در سینیوز

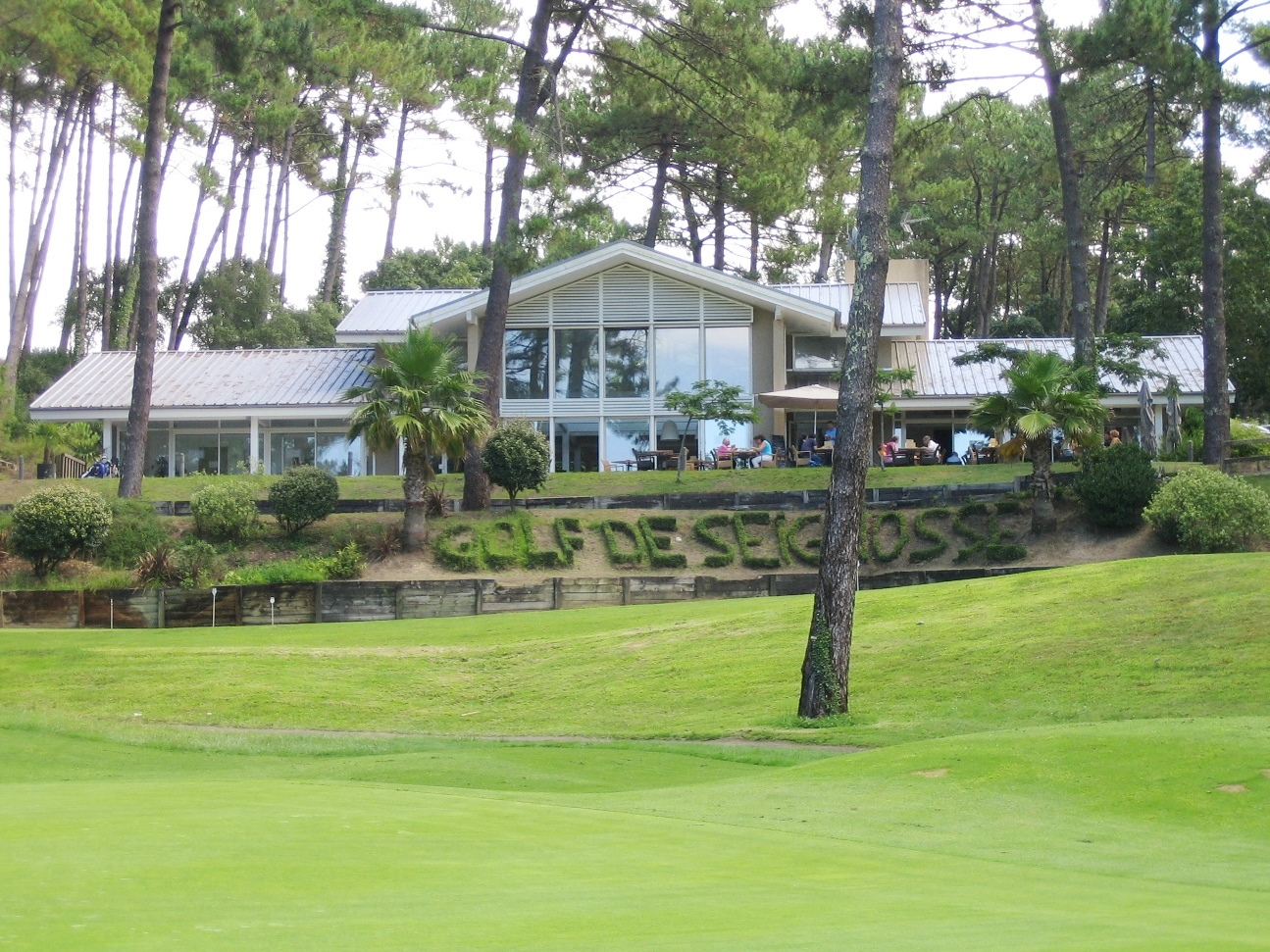
زمین گلف سینیوز

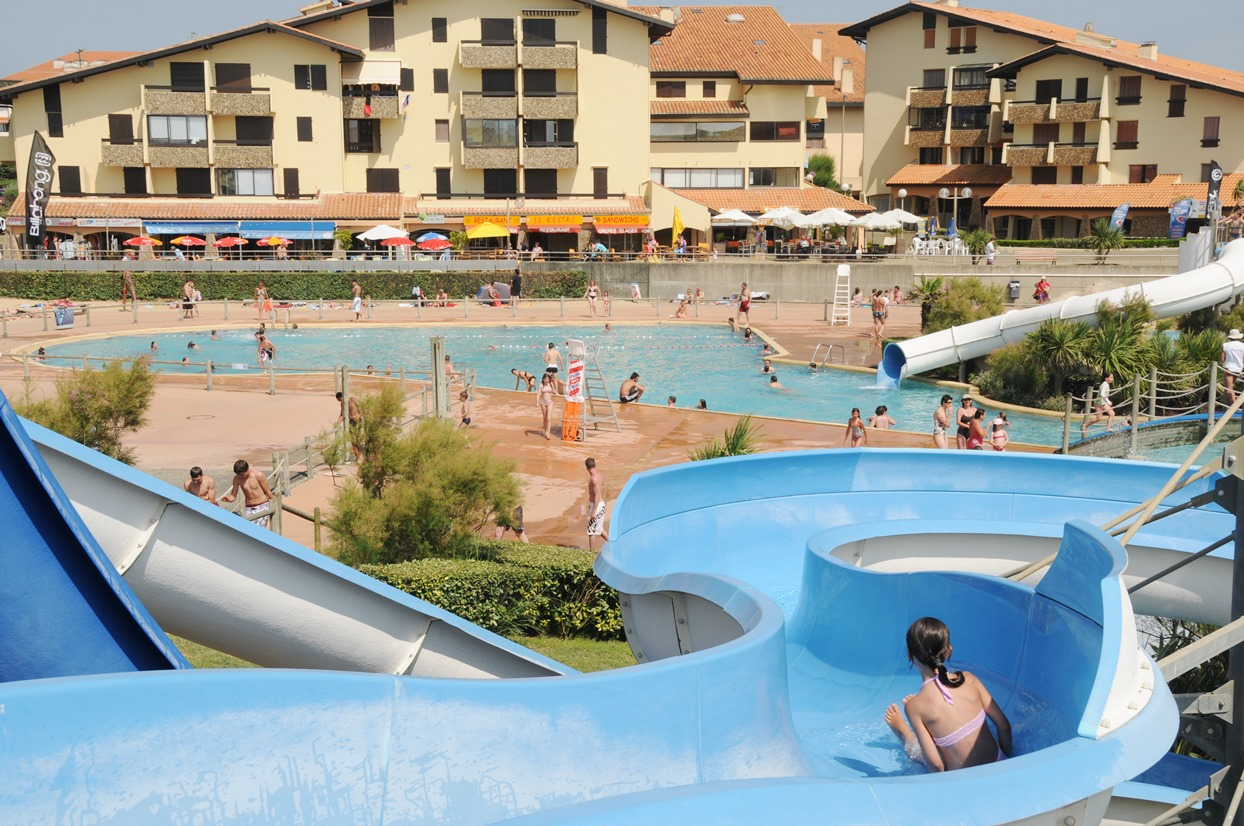
پارک آبی آتلانتیک سینیوز

- مدرسه‌های موج سواری

- پلاژهای برهنگی بوغده، پنون، کازرن
- کلیسای سینیوز لا پنون
- پارک جنگلی دس فورتس
- زمین گلف سینیوز

- پارک آبی آتلانتیک